# Rodriguezia claudiae
Rodriguezia claudiae är en orkidéart som beskrevs av Guy Robert Chiron. Rodriguezia claudiae ingår i släktet Rodriguezia och familjen orkidéer. Inga underarter finns listade i Catalogue of Life.